# Oponešice
Oponešice település Csehországban, a Třebíči járásban. Oponešice Třebelovice és Budkov településekkel határos. Lakosainak száma 177 fő (2024. január 1.).

## Népesség
A település lakosságának változását az alábbi diagram mutatja:
| Lakosok száma | 352  | 328  | 375  | 337  | 231  | 171  | 183  | 179  | 181  | 177  |
|               | 1869 | 1890 | 1921 | 1950 | 1980 | 2001 | 2017 | 2019 | 2022 | 2024 |